# The Spectator (1711)
Pour les articles homonymes, voir The Spectator (homonymie).
The Spectator est un journal quotidien de 1711-1712 fondé en Grande-Bretagne par Joseph Addison et Richard Steele, qui avaient fait connaissance à Charterhouse School. Eustace Budgell, un cousin d'Addison, y contribua également.

## Histoire
Richard Steele crée en 1709 un premier journal appelé le Tatler, qui dure à peine deux ans et auquel collabore aussi Joseph Addison. En janvier 1711, ce premier journal s'arrête. Richard Steele et Joseph Addison décident de lancer un nouveau journal, The Spectator, moins ouvertement whig. Ce journal est diffusé en deux séries successives : la première du 1er mars 1711 au 6 décembre 1712, la seconde, du 18 juin 1714 au 28 décembre de la même année.
Chaque numéro du Spectator comprend à peu près 2500 mots. La première série compte 555 numéros. Le journal recommence à paraître en 1714, sans Steele, au rythme de trois parutions par semaine durant six mois. 
En dépit d'un modeste tirage d'environ 3 000 exemplaires, The Spectator connaît un grand succès. Addison estime que chaque numéro est lu par 60 000 Londoniens, soit le dixième de la population de la capitale à cette époque. « . Au café, dans les salons, à la sortie des temples, on lit partout le Spectator ». Les recueils sous forme de volumes sont constamment réédités au cours des XVIIIe et XIXe siècles, et traduits en français. Les sept premiers volumes correspondent à la première série publiée, le huitième volume à la seconde série.
C'est dans The Spectator qu'est créé un personnage de fiction populaire en Grande-Bretagne : sir Roger de Coverley (en), gentilhomme du temps de la reine Anne, « plus digne d'affection que d'estime » selon ses auteurs. Ce personnage fictif est un vieux gentleman de la campagne, décrit comme aimable mais quelque peu ridicule, une façon pour les auteurs de The Spectator de faire cataloguer des idées comme inoffensives mais idiotes. Son nom est aussi celui d'une danse traditionnelle.

## Voir aussi

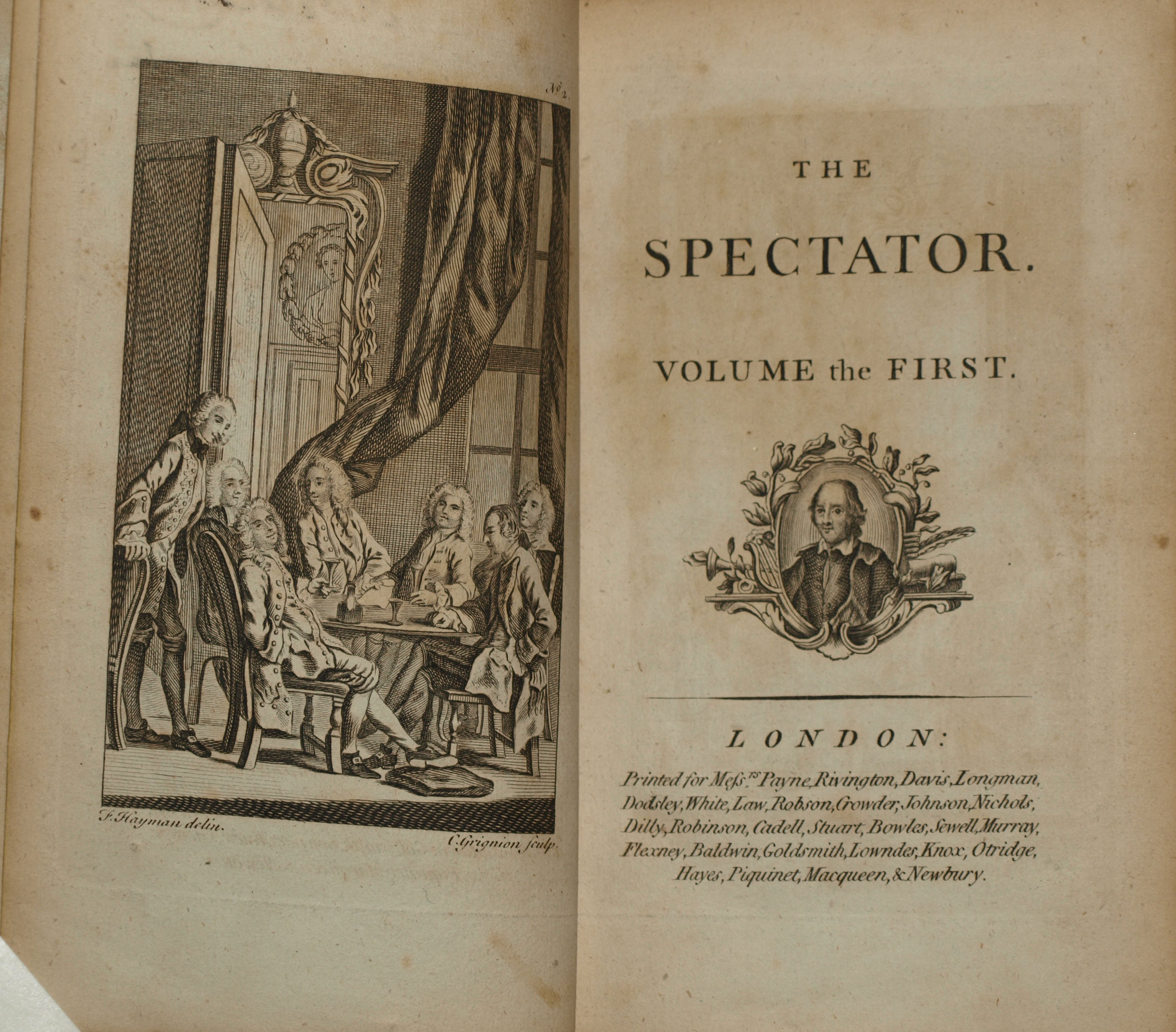
Premier volume d'une réédition de 1788.